# Filmfare Awards (1956)
Третья церемония награждения Filmfare Awards состоялась в 1956 году. На ней были отмечены лучшие киноработы на хинди, вышедшие в прокат до конца 1955 года.

## Победители
| Категория                            | Победитель                                                 | Фильм                                 | Ссылки            |
| ------------------------------------ | ---------------------------------------------------------- | ------------------------------------- | ----------------- |
| Лучший фильм                         | «Пробуждение» - продюсер Ш. Мукерджи - режиссёр Сатьен Бос |                                       | [ 1 ] [ 2 ] [ 3 ] |
| Лучшая режиссура                     | Бимал Рой                                                  | «Бирадж Баху»                         | [ 1 ] [ 3 ]       |
| Лучшая мужская роль                  | Дилип Кумар                                                | «Азад»                                | [ 1 ] [ 3 ]       |
| Лучшая женская роль                  | Камини Каушал                                              | «Бирадж Баху»                         | [ 1 ] [ 3 ]       |
| Лучшая мужская роль второго плана    | Абхи Бхаттачарья                                           | «Пробуждение»                         | [ 1 ] [ 2 ] [ 3 ] |
| Лучшая женская роль второго плана    | Нирупа Рой                                                 | «Счетовод»                            | [ 1 ] [ 3 ] [ 4 ] |
| Лучший сюжет                         | Мухрам Шарма                                               | Vachan                                | [ 1 ] [ 3 ]       |
| Лучшая музыка к фильму               | Хемант Кумар                                               | Nagin - песня «Ma Dole mera tan dole» | [ 1 ] [ 3 ]       |
| Лучшая работа художника-постановщика | Руси Бенкер                                                | «Мирза Галиб»                         | [ 1 ] [ 3 ]       |
| Лучший звук                          | Р. Каушик                                                  | «Амар»                                | [ 1 ] [ 3 ]       |
| Лучшая операторская работа           | Дварка Дивеча                                              | Yasmin                                | [ 1 ] [ 3 ]       |
| Лучший монтаж                        | Ришикеш Мукхерджи                                          | «Служба»                              | [ 1 ] [ 3 ]       |